# كاريز بداق
كاريز بداق (بالفارسية: کاریزبداق) هي قرية تقع في قسم قلندرآباد الريفي في إيران. يقدر عدد سكانها بـ 116 نسمة بحسب إحصاء 2016.